# Odaiyakulam
Odaiyakulam è una suddivisione dell'India, classificata come town panchayat, di 11.668 abitanti, situata nel distretto di Coimbatore, nello stato federato del Tamil Nadu. In base al numero di abitanti la città rientra nella classe IV (da 10.000 a 19.999 persone).

## Geografia fisica
La città è situata a 10° 35' 35 N e 76° 54' 21 E.

## Società

### Evoluzione demografica
Al censimento del 2001 la popolazione di Odaiyakulam assommava a 11.668 persone, delle quali 5.862 maschi e 5.806 femmine. I bambini di età inferiore o uguale ai sei anni assommavano a 1.156, dei quali 576 maschi e 580 femmine. Infine, coloro che erano in grado di saper almeno leggere e scrivere erano 6.944, dei quali 4.011 maschi e 2.933 femmine.